# Großdrebnitz

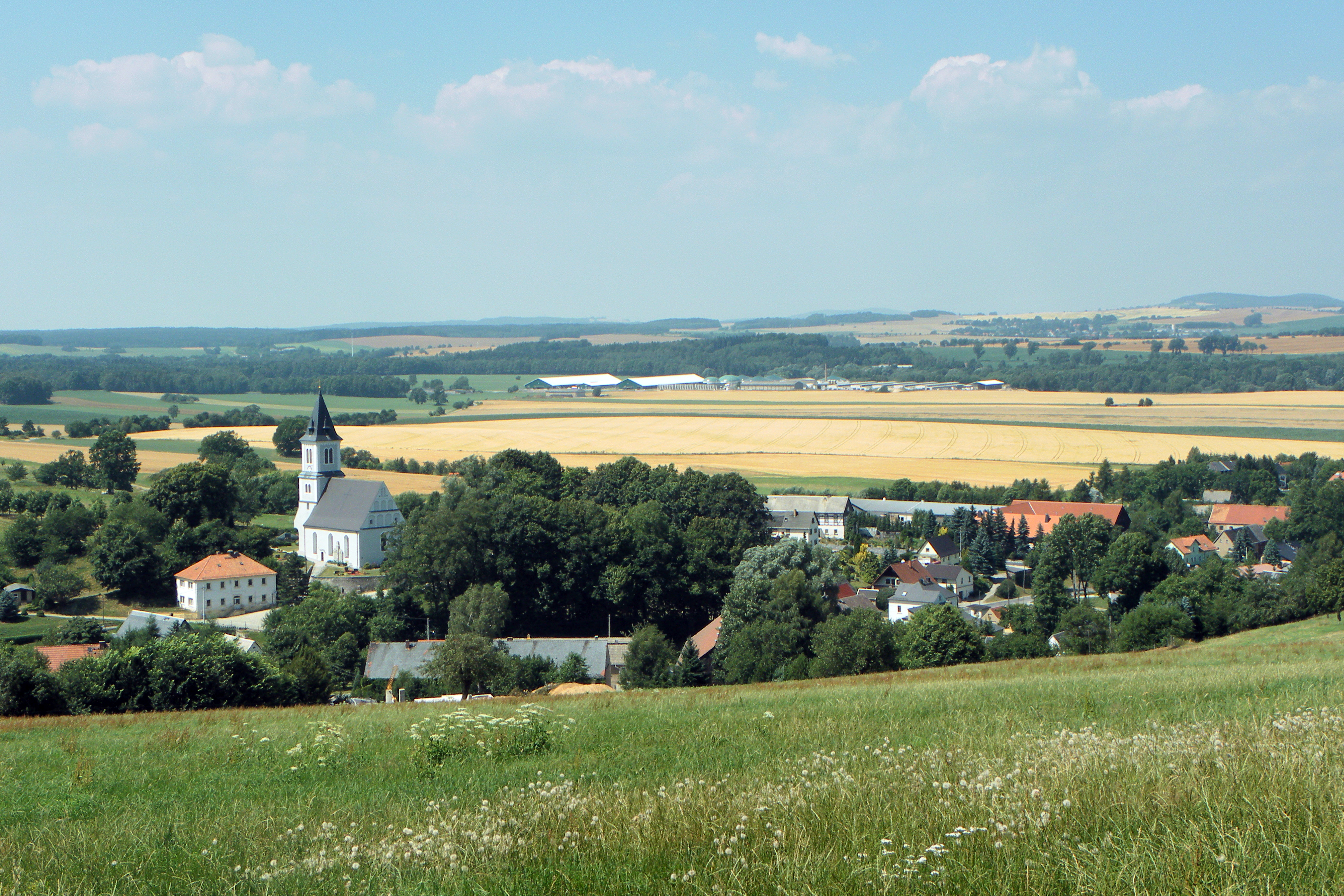
Blick auf Großdrebnitz.

Das Dorf Großdrebnitz (obersorbisch Drjewnica) ist ein Ortsteil der Stadt Bischofswerda im Landkreis Bautzen in Sachsen. Sein aus dem Sorbischen stammender Name bezieht sich auf eine Siedlung am oder im Walde, das Suffix ica auf einen Wald- oder Holzbach, der dem Ort den Namen gegeben hat und heute als Hundeflüsschen bekannt ist.
Der Ort hat etwa 1000 Einwohner und erstreckt sich über eine Länge von etwa vier Kilometern. Industriebetriebe gibt es keine, dafür zahlreiche Gewerke, die maßgeblich den ländlichen Raum prägen, wie z. B. eine Teichwirtschaft und eine Agrargesellschaft, sowie verschiedenes Kleinhandwerk.

## Lage
Großdrebnitz liegt nahe der Bundesstraße 6 südlich von Goldbach und südwestlich von Bischofswerda, im Westlausitzer Hügelland. Das Dorf besteht aus den Teilen Großdrebnitz, Kleindrebnitz und Neudrebnitz. Großdrebnitz ist ein Waldhufendorf mit typisch ländlichem Charakter am westlichen Rand der Oberlausitz.
Der Ortsteil Kleindrebnitz zieht sich von den an der Bahnstrecke Görlitz–Dresden gelegenen Teichen am Hundeflüsschen entlang bis zur heutigen Ortsmitte hin. Von da an beginnt der Ortsteil Großdrebnitz. Der höchste Punkt liegt bei etwa 380 m ü. NN. Der Übergang zwischen Klein- und Großdrebnitz befindet sich bei etwa 310 m ü. NN. Hier befindet sich auch eine Art „Wetterscheide“.
Den Mittelpunkt des heutigen Großdrebnitz bildet der Raum um die Kirche mit Pfarrhaus, ehemaliger Schule mit Kantorat, Erbgericht, Schmiede und Lebensmittelverkaufsstelle.

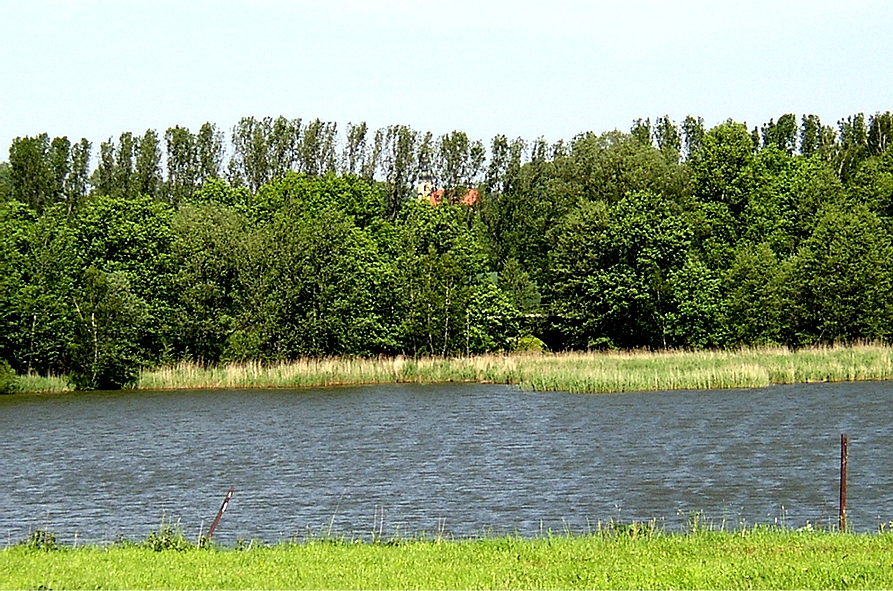
Kleindrebnitzer Teiche nahe Goldbach
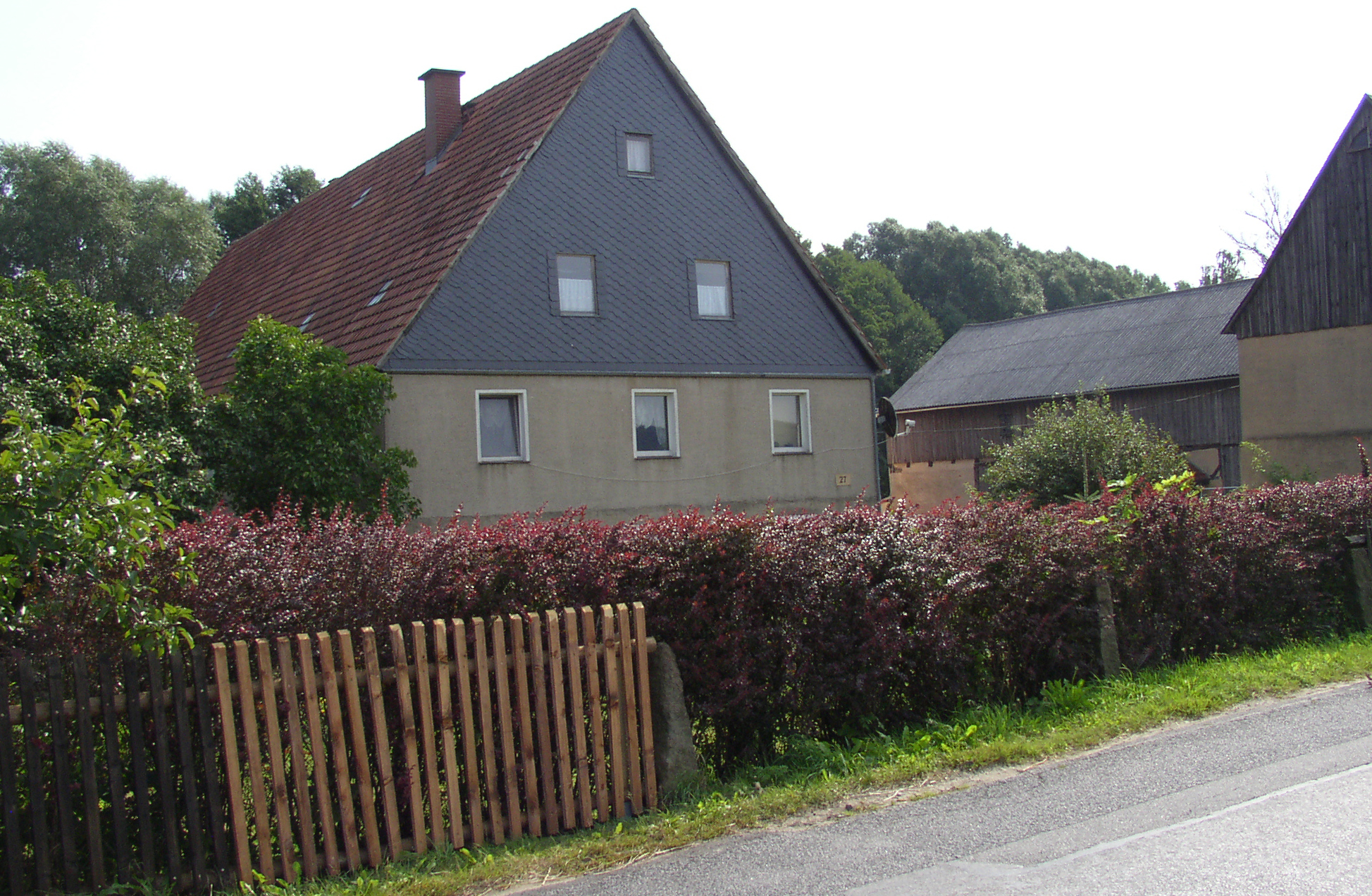
Ehemaliges Erbgericht Kleindrebnitz
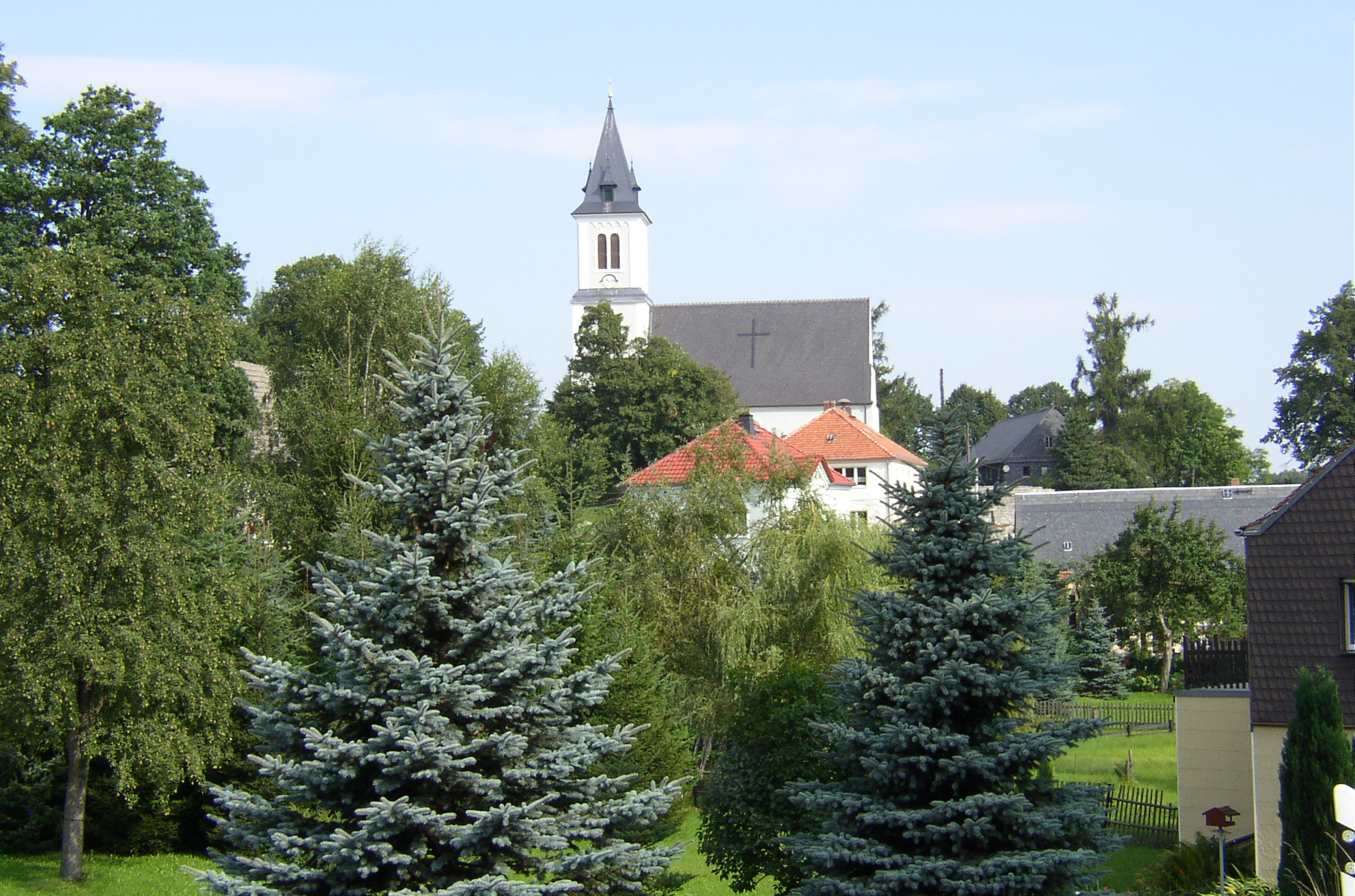
Großdrebnitz mit Martinskirche
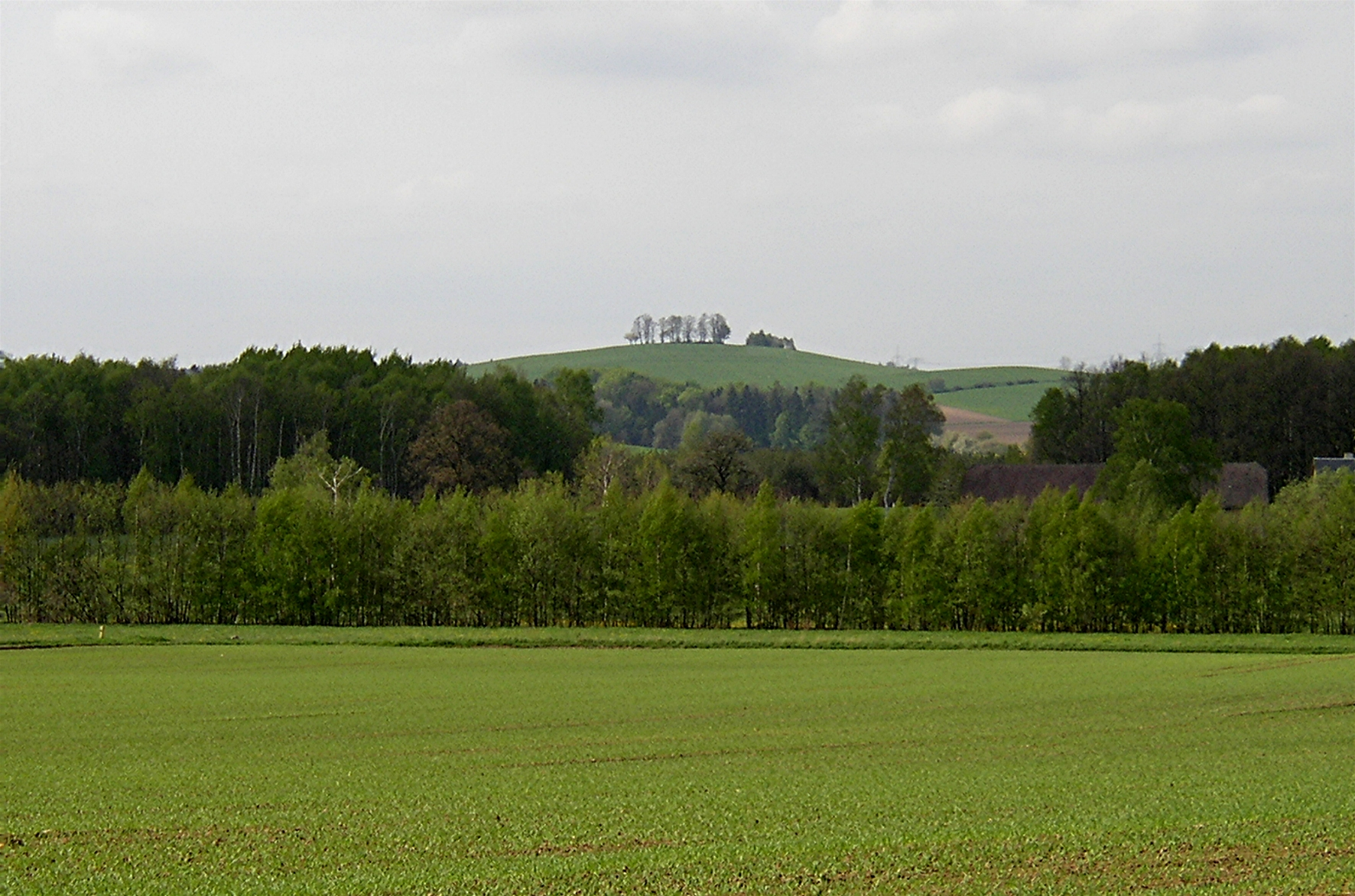
Richterberg Großdrebnitz von Weickersdorf gesehen

## Geschichte
Groß- und Kleindrebnitz (Drewenitz major, Drewenitz minor) wurden 1262 erstmals urkundlich erwähnt. Gegen Zahlung von 100 Mark Silber trat Hugo von Wolkenburg alle Ansprüche an Albrecht II. von Mutzschen ab. Die Bezeichnung Drebnicz stammt aus dem Jahr 1398. Das ähnlich klingende Castellum Trebista bezieht sich auf eine der drei bedeutenden Schenkungen im Milzenerland, die im Jahre 1007 an das Bistum Meißen fielen, und nicht auf Großdrebnitz.

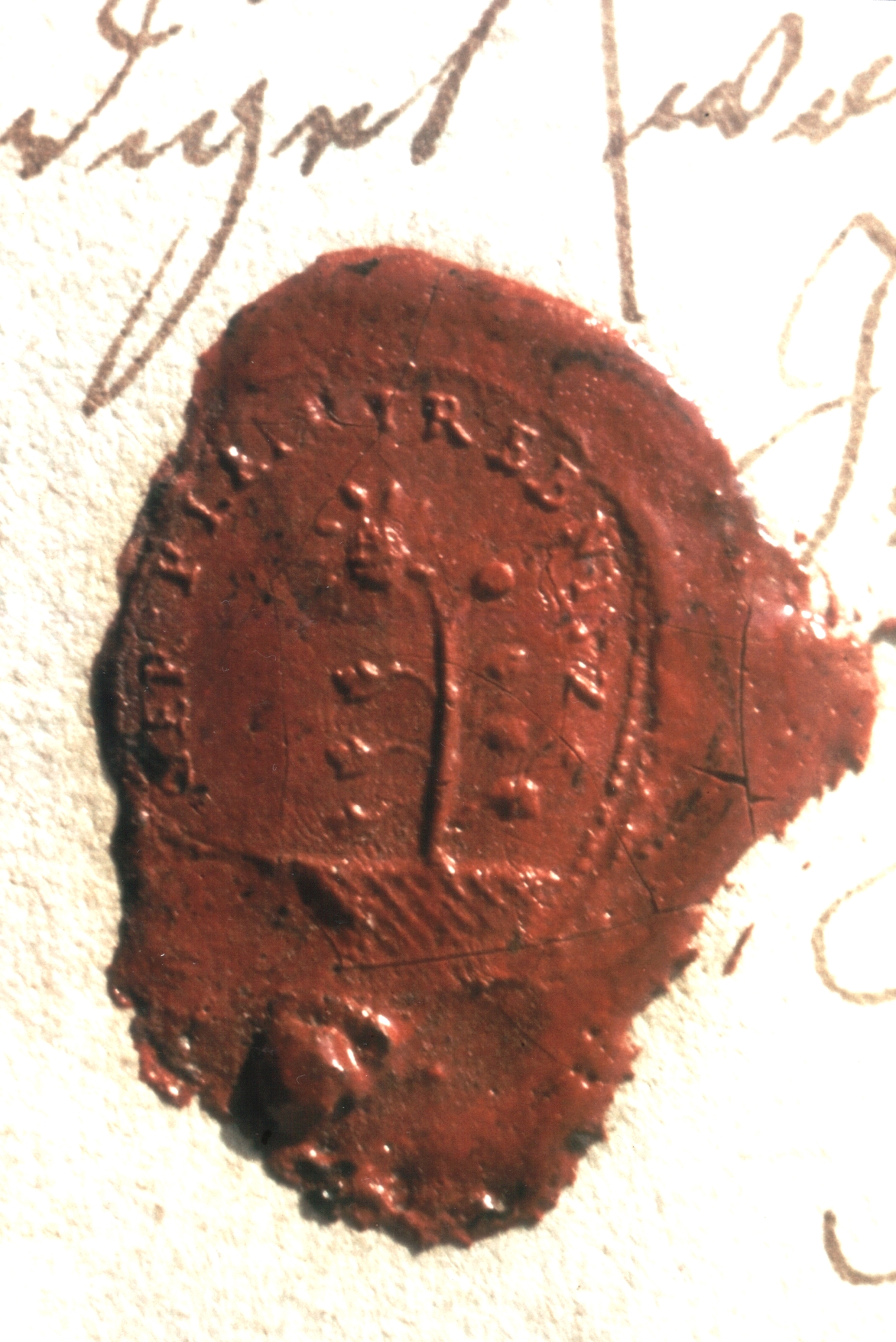
Erbgerichtssiegel Kleindrebnitz

Groß- und Kleindrebnitz gehörten zu den Stolpener Amtsdörfern, für die seit 1262 kein Lehen mehr vergeben wurde. Als historische Besonderheit hatten in diesem Zusammenhang die Erbrichter bis zur Landgemeindereform nach Einführung der ersten sächsischen Verfassung (1831) eine sehr einflussreiche Stellung, die den Dörfern große Eigenständigkeit sicherte. Das Großdrebnitzer Erbgericht ist mit einer Ersterwähnung von 1490 das älteste nachgewiesene Bauerngut des Dorfes. Von Kleindrebnitz aus wurde 1505 bis 1507 nach der Übernahme von Lösegeldzahlungen durch Herzog Georg dem Bärtigen sogar die Stadt Bischofswerda verwaltet.
Kurfürst August von Sachsen übernahm 1559 die Stolpener Amtsdörfer vom Bistum Meißen, führte die Reformation ein und wies zwei Jahre später den Amtsschösser zu Stolpen an, in Großdrebnitz nach Gold zu suchen, weil nach einer alten Sage die Walen in der Gegend Gold gewaschen hätten.
Nach 1729 führte einige Zeit der Hauptverkehrsweg zwischen Dresden und Polen durch die Flur Kleindrebnitz. Auf Befehl von August dem Starken war eine Poststraßenumgehung eingerichtet worden, weil der Kurfürst mit der Herrin auf Großharthau, der Gräfin von Flemming, im Streit lag.

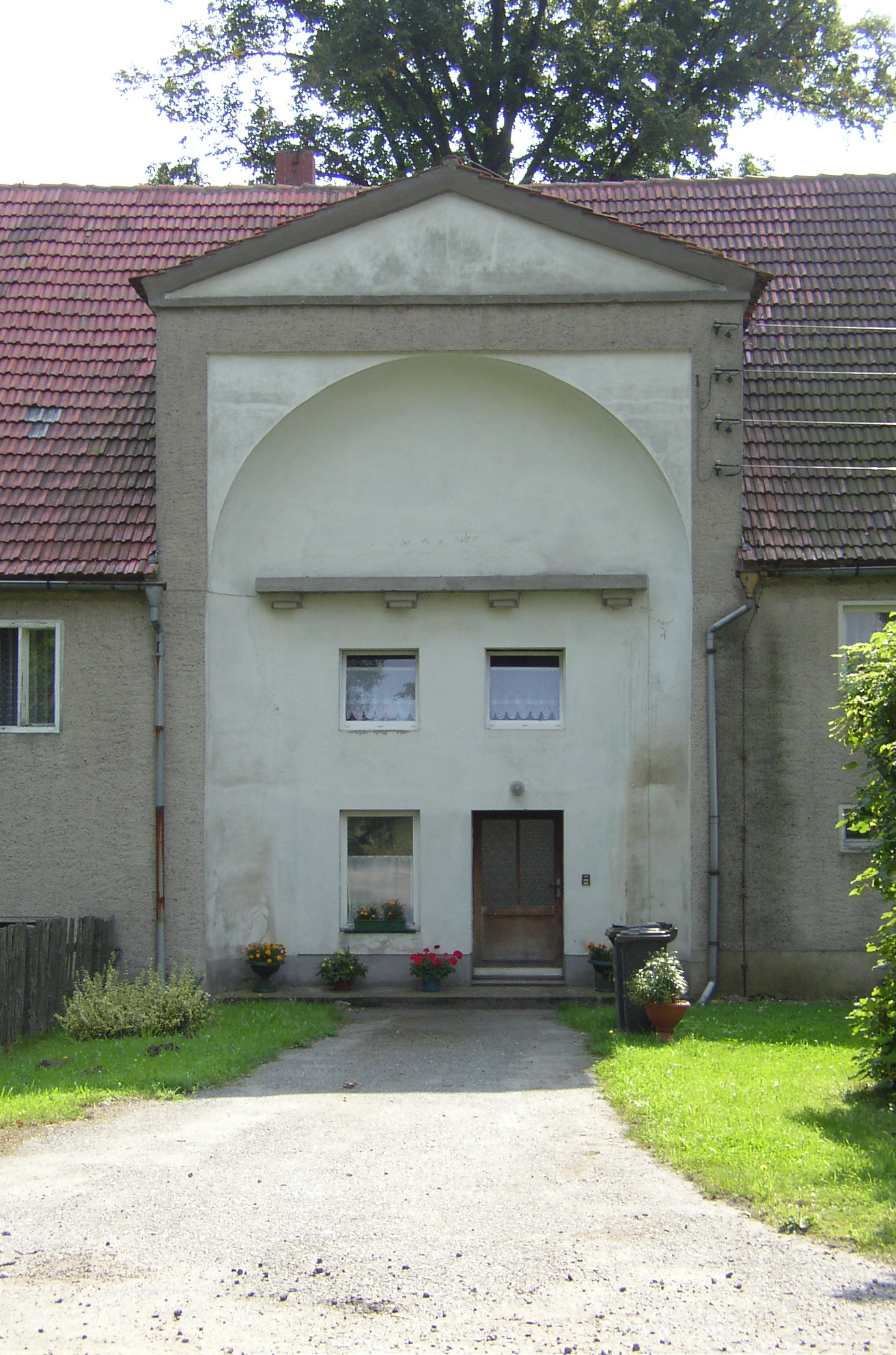
Vorwerk Kleindrebnitz

In Kleindrebnitz befindet sich das historisch bedeutsame Vorwerk. Es ist 1811 nach Plänen des ein Jahr später zum Hofbaumeister berufenen Gottlob Friedrich Thormeyer auf dem Gelände eines ehemaligen Teichvorwerks entstanden, das dem Kammergut Rennersdorf gehörte, was wiederum die weitere Namensgebung begründete. Das neue „Vorwerk“ war für viele Jahre ein wirtschaftliches Zentrum für beide Ortsteile. Unter Johann Gottfried Nake wurde es zunächst für die Zucht von Merinoschafen genutzt, mit dem Kauf des Erbgerichts Kleindrebnitz durch Nake war es dessen Vorwerk. Später folgte die Produktion von Kleinteilen aus Kunststoff und Leder. Zeitweilig befand sich hier die größte Produktionsstätte für Lederknöpfe in Sachsen.
Im Jahre 1813 wurde der Ort zum Schauplatz der Weltgeschichte. Im September standen sich während der Befreiungskriege mehrere Regimenter Napoleons und russische Truppen unter den (französischen) Generälen Alexandre Andrault de Langeron und Vicomte de Saint-Priest gegenüber. Zwischen dem 13. und 17. September kam es zu heftigen Gefechten. Schon am ersten Tag fiel in Großdrebnitz der französische Brigadegeneral Francois-Basile Azemar, auf den Napoleon große Stücke hielt. Am Tag darauf traf Saint-Priest mit seiner Kavallerie ein und nahm mehrere hundert Gefangene. Auf einer Wiese neben dem späteren Geburtshaus des sächsischen Agrarwissenschaftlers Bruno Steglich (1857–1929) in Kleindrebnitz richteten die Franzosen ein Lazarett ein und bestatteten die Toten. Am 20. September besetzte General Neipperg das Dorf.
Ab 1827 entstand auf Grundstücken des Großdrebnitzer Erbgerichts Neudrebnitz. Von 1864 bis 1871 wohnte und arbeitete hier der Orgelbauer Wilhelm Leberecht Herbrig.
Bis zur Vereinigung 1936 auf Veranlassung durch die Nationalsozialisten waren die beiden Orte Groß- und Kleindrebnitz weitgehend unabhängig. Sie bildeten aber eine Parochie und hatten eine gemeinsame Schule.
Am 1. März 1994 wurde Großdrebnitz mit Goldbach zur Landgemeinde Großdrebnitz vereinigt und am 1. Juli 1996 mit Weickersdorf nach Bischofswerda eingemeindet.

## Kirche

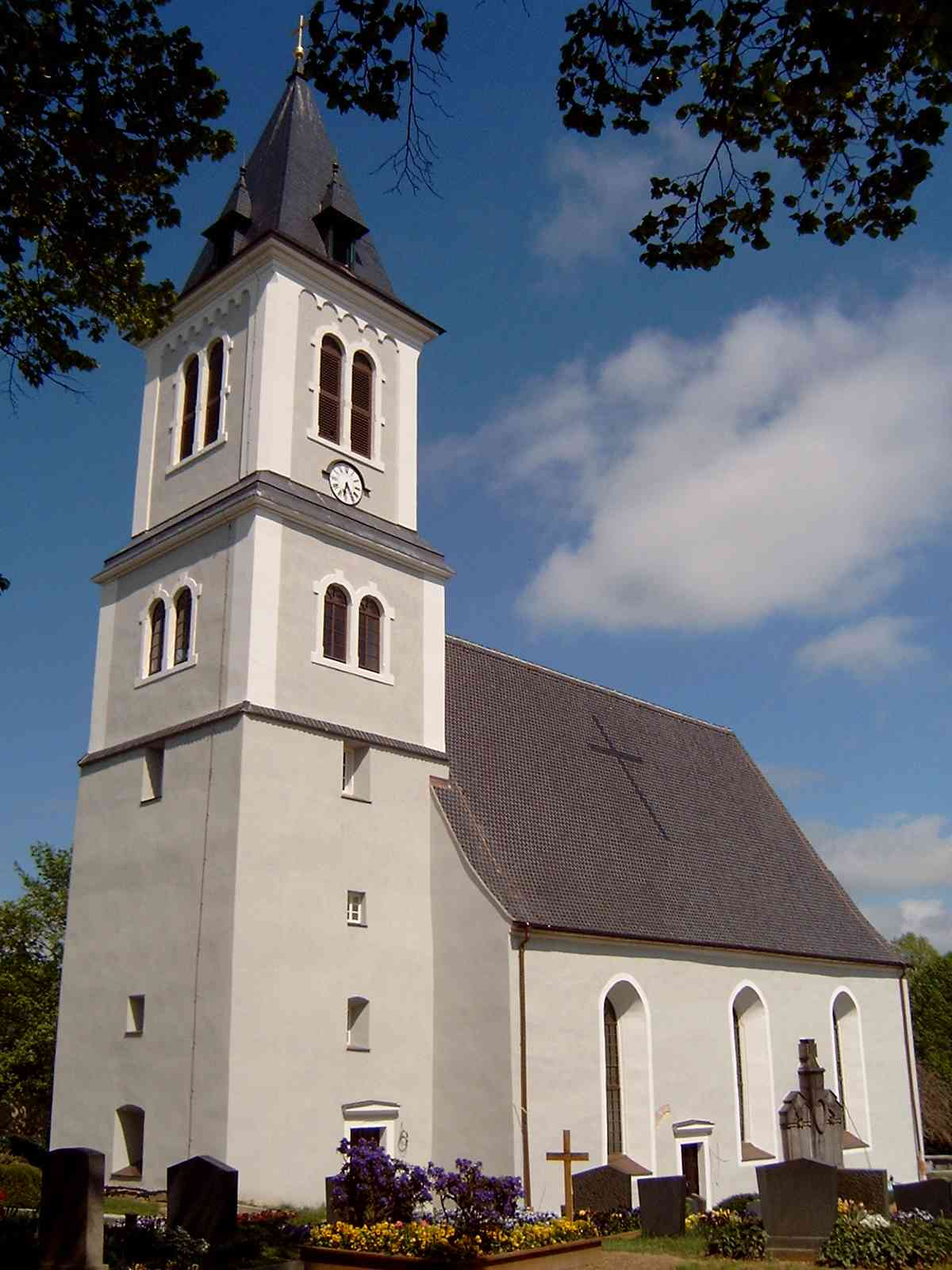
Martinskirche Großdrebnitz

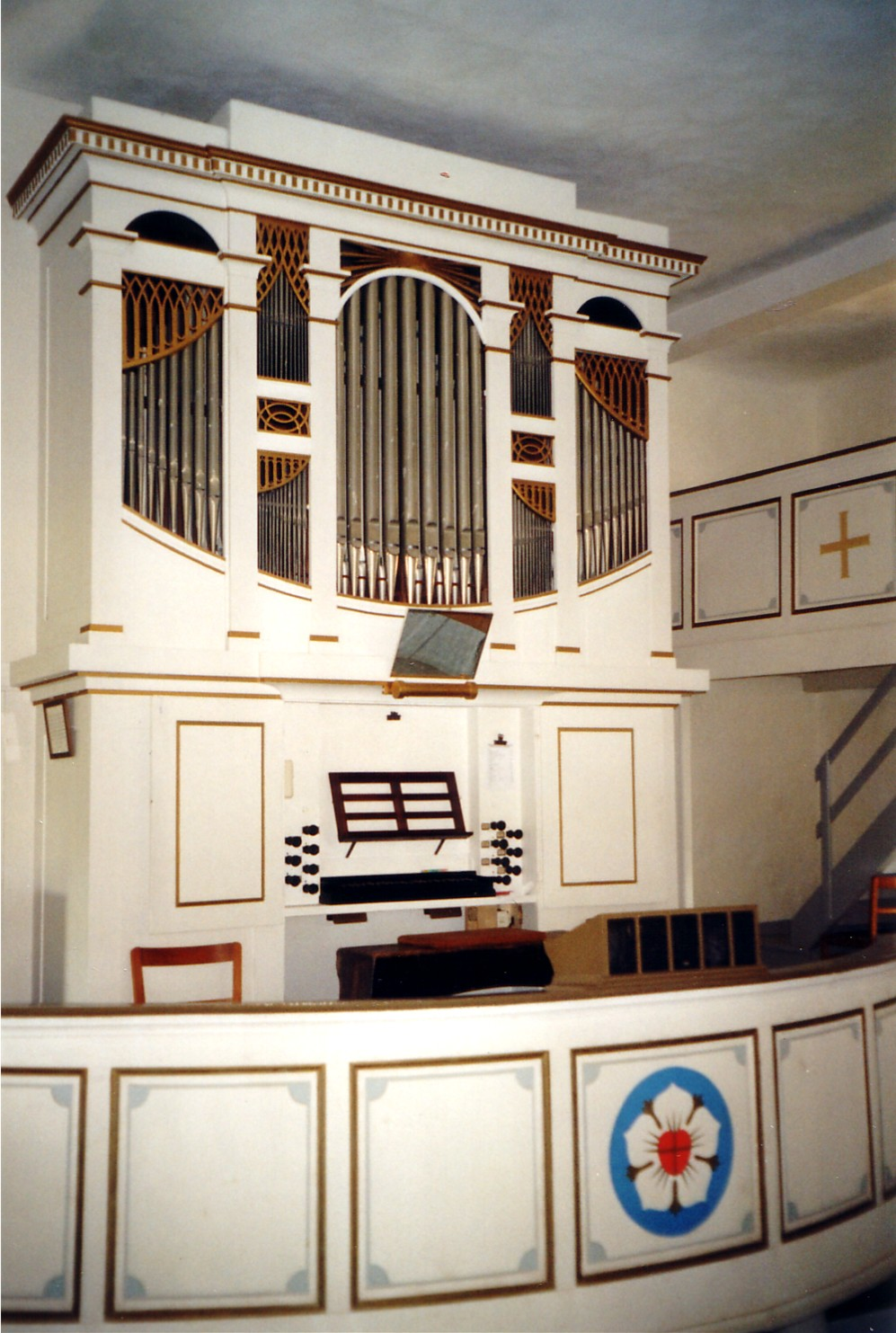
Die Herbrig-Orgel

Die Kirche erhielt ihren Namen Martinskirche auf Kirchenvorstandsbeschluss im Zusammenhang mit der Feier der 350. Wiederkehr der Einführung der Reformation in Großdrebnitz. Sie hat ihren Namen also von Martin Luther.
1346 wird diese Kirche erstmals urkundlich erwähnt. Gebaut ist sie wahrscheinlich um 1250. Da nie zerstört, stammt das Gemäuer wohl aus der Entstehungszeit der Kirche.
Zu den verdienstvollsten ehemaligen Pfarrern der Martinskirche zählen Carl Julius Marloth (1860–1875) und Richard Garbe (1936–1939, 1945–1951). Der Sorbe Marloth war zu seiner Zeit ein anerkannter Schriftsteller, gründete im Dorf eine Volksbibliothek und gilt als der Begründer der traditionsreichen Großdrebnitzer Ortsgeschichtsschreibung. Seine Werke finden sich auch in der British Library. Garbe zählte zu den Sympathisanten der Bekennenden Kirche und sah sich sowohl zur Zeit des Nationalsozialismus als auch im Sozialismus politisch motivierten Schikanen ausgesetzt.
Im Juni 2005 wurde die Kirche nach umfangreicher Sanierung wieder eingeweiht. Die Orgel hat Christian Gottfried Herbrig 1828 erbaut. Das historische Instrument aus der Werkstatt Herbrig ist eines von 9 erhalten gebliebenen in Lausitz und Sächsischer Schweiz. Großdrebnitz ist eine Station an der „Herbrig-Orgelstraße“.

## Persönlichkeiten

### Bedeutende Söhne des Ortes
Robert Heller (1812–1871) war ein bedeutender Autor von historischen Romanen. Er stand den Literaten des Vormärz um Heinrich Laube nahe und gilt als der Entdecker von Friedrich Gerstäcker. Im Zusammenhang mit der Deutschen Revolution 1848/49 übersiedelte er als Berichterstatter aus der deutschen konstituierenden Nationalversammlung nach Frankfurt. In Hamburg erwarb er sich ab 1851 einen Ruf als bedeutender Kunstkritiker. In seinen wichtigsten Romanen behandelte er u. a. den Prinzen von Oranien im niederländischen Freiheitskrieg gegen Spanien und in Hohe Freunde den positiven Einfluss Goethes auf den späteren Großherzog Carl August im klassischen Weimar. Mit seinem gleichnamigen Roman brachte er den Bauernführer Florian Geyer erstmals in das historische Bewusstsein.
Max Neumeister (1849–1929) war ein international bedeutender Forstwissenschaftler. Nach dem Studium an der Forstlichen Lehranstalt Tharandt und einer Tätigkeit beim Fürsten Hatzfeldt kehrte er 1882 als Professor, u. a. für Waldbau, an die Forstakademie Tharandt zurück, die er von 1894 bis 1904 als Direktor leitete. Mit seinem Hauptwerk, Die Forsteinrichtung der Zukunft, schrieb er das weltberühmte Buch Die Forsteinrichtung seines Vorgängers im Amt, Johann Friedrich Judeich, fort. Zu den wichtigsten Auszeichnungen Neumeisters zählte die Aufnahme in die Deutsche Akademie der Naturforscher Leopoldina. Als Mitglied des sächsischen Eisenbahnrates bewirkte er die Errichtung eines Bahnhofes in Weickersdorf, der 1909 eingeweiht wurde.
Hermann Vetter (1859–1928) studierte am Dresdner Konservatorium bei Theodor Kirchner, Wilhelm Rischbieter, Franz Wüllner und Eugen Kratz. Er erwarb sich später selbst einen ausgezeichneten Ruf als Musikpädagoge. 1907 wurde er zum Professor und Mitdirektor des Konservatoriums berufen. Vetters bekanntestes Werk, Zur Technik des Klavierspiels, erschien 1908. Einen Namen machte er sich v. a. aber durch die Herausgabe von Musikdrucken, u. a. von Franz Liszt, Victor Alphonse Duvernoy, Friedrich Burgmüller und Johann Baptist Cramer.

### Persönlichkeiten, die sich um den Ort besonders verdient gemacht haben

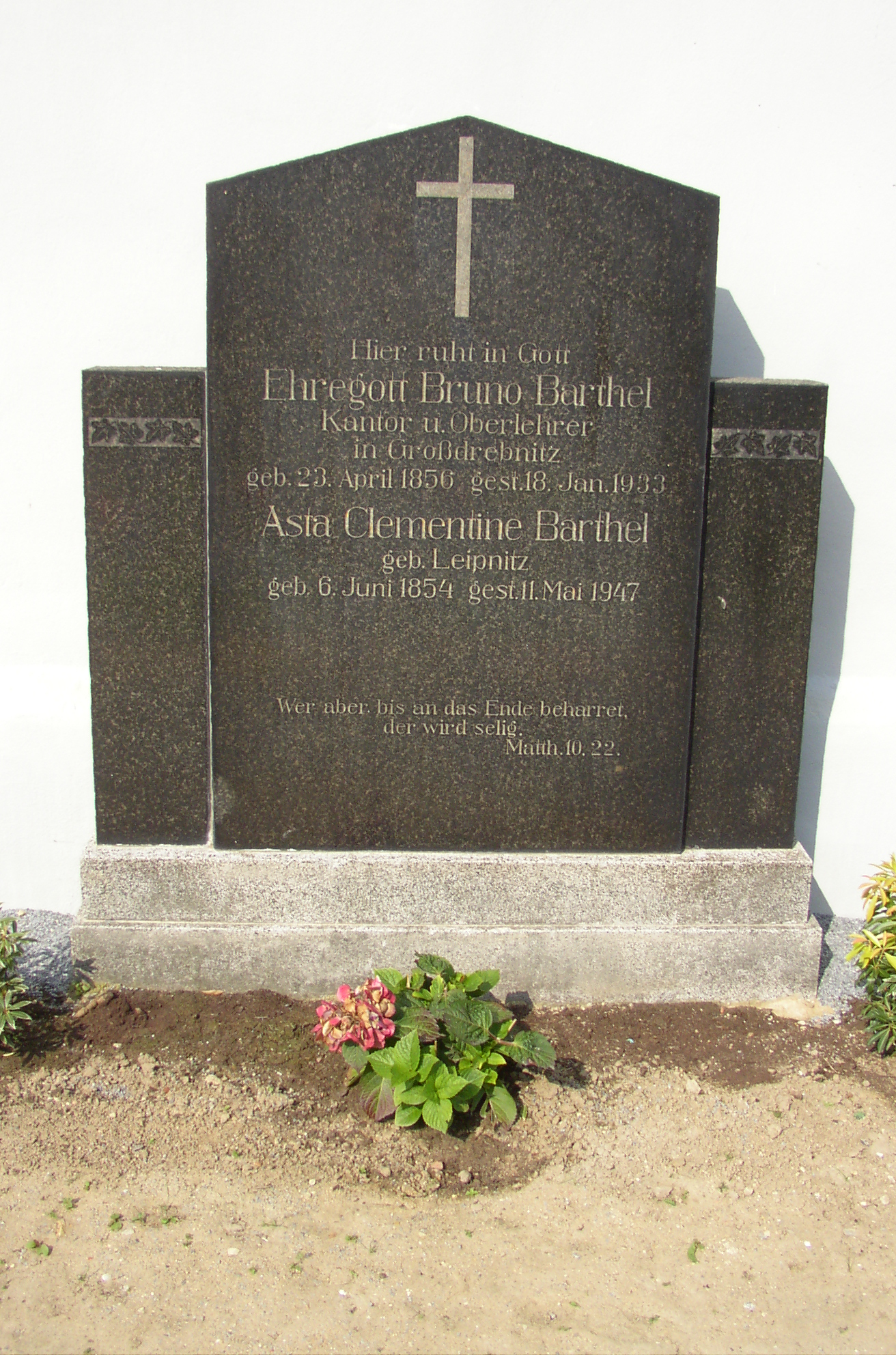
Denkmalgeschützte Grabstätte von Bruno Barthel

Für den dörflichen Zusammenhalt der bis 1936 selbstständigen Ortsteile besonders wichtig war das Engagement des Kirchschullehrers und Heimatforschers Bruno Barthel (1856–1933). Seine Chronik Altes und Neues aus Groß- und Kleindrebnitz förderte das Heimatgefühl, aus dem Verkaufserlös finanzierte er eine Schulbuchstiftung für bedürftige Kinder. Stete Unterstützung erfuhr er dabei durch den 32 Jahre als Gemeindevorstand von Kleindrebnitz fungierenden Ernst Gnauck (1849–1929). Zusammen initiierten sie die Gründung der örtlichen Spar- und Darlehenskasse und gründeten bzw. leiteten den landwirtschaftlichen Verein. Gnauck war außerdem maßgeblich an der Errichtung des seinerzeit dringend benötigten Bahnhofes Weickersdorf beteiligt. König Friedrich August III. verlieh beiden für ihren außerordentlichen Einsatz zum Wohle von Groß- und Kleindrebnitz das Verdienstkreuz.

## Denkmale
Die historischen, mittelalterlichen Dorfkerne von Großdrebnitz und Kleindrebnitz sind als archäologische Kulturdenkmale ausgewiesen. Neben der Kirche und dem Pfarrhaus befinden sich zwei Gutshöfe, ein Zweiseit-, einige Dreiseit- und Vierseithöfe sowie mehrere Wohnhäuser in der Liste der Kulturdenkmale.